# Nawoi
Nawoi (uzb. Navoiy, ros. Навои, Nawoj; do 1958 Kermine) – miasto w Uzbekistanie, 150 km na północny zachód od Samarkandy, stolica wilajetu nawojskiego, w dolinie Zarafszanu. Miasto w starożytności leżało na Szlaku Jedwabnym.

## Historia
W rejonie obecnego miasta biwakowali dawniej pasterze, a także wzniesiono kilka glinianych domostw.
W 1942 roku, w rejonie miasta, była formowana polska 7 Dywizja Piechoty. Do dziś pozostały po niej dwa polskie cmentarze wojskowe (w pobliżu dworca głównego i prokuratury).
Miasto zostało zbudowane w 1958 w pobliżu historycznej Karmany. Wznoszono je jako centrum przemysłu chemicznego i lekkiego (początkowo funkcjonowały tu oczyszczalnia bawełny i zakład hodowli jedwabników). Zadanie projektowe powierzono urbanistom z Leningradu. Zbudowano tu m.in. kombinat chemiczny z zakładem nawozów azotowych, elektrownię i cementownię. W centrum założono śródmiejskie jezioro o powierzchni 24 hektarów z plażą i kąpieliskami. Nazwę miasta nadano na cześć poety Alego Szer Nizamaddina Nawoi.
Liczba mieszkańców w 1980 wynosiła 90 tys., a w 2010 około 159 tys.

## Gospodarka
W mieście rozwinął się przemysł chemiczny, cementowy, bawełniany oraz spożywczy.

## Galeria

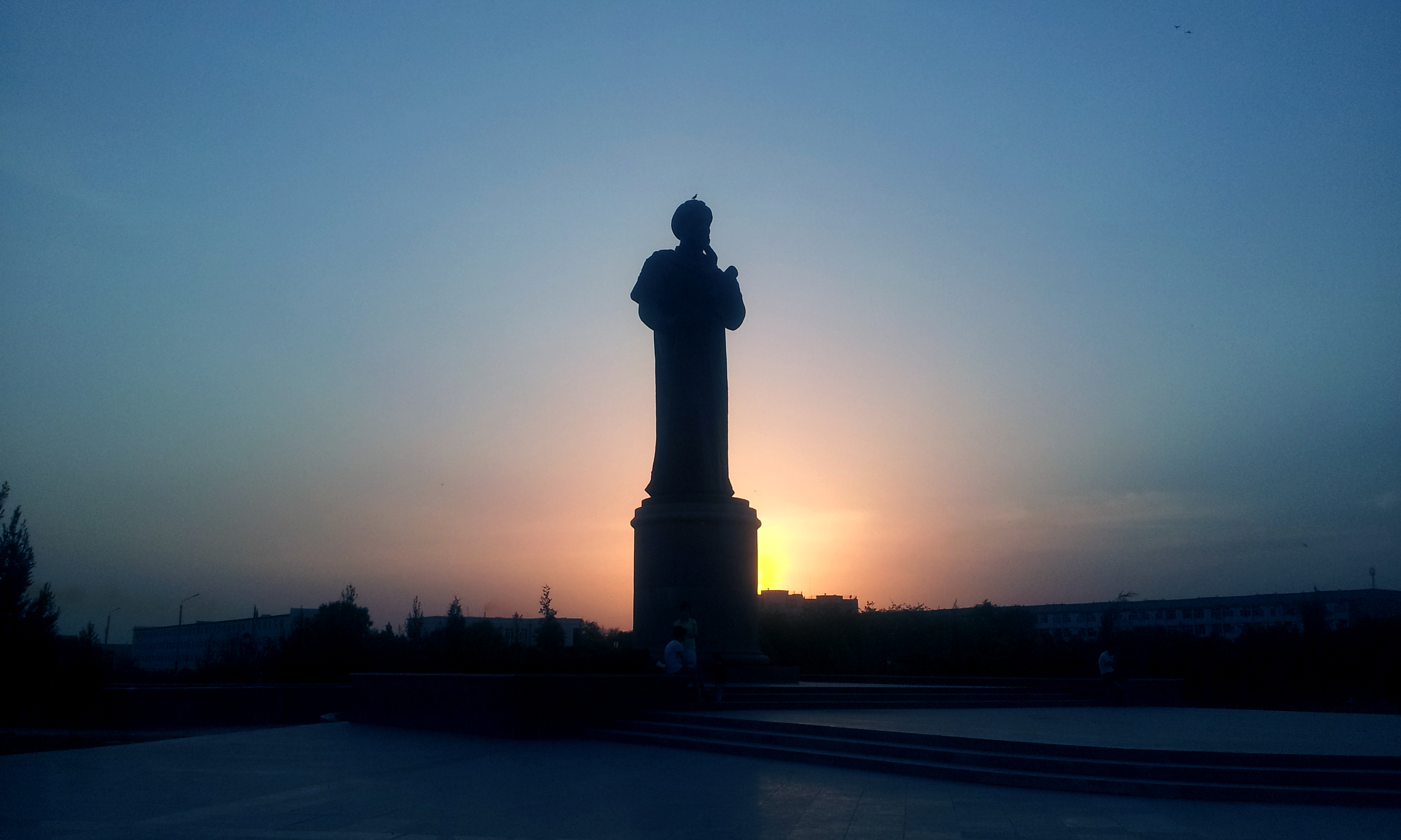
Pomnik Aliszera Nawojego
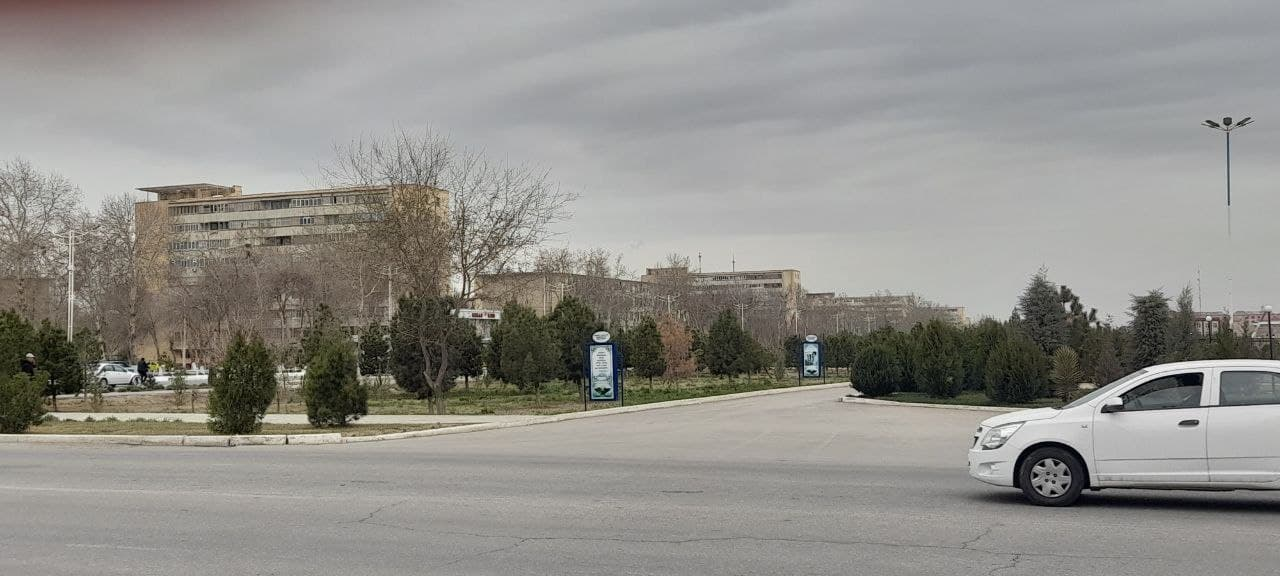
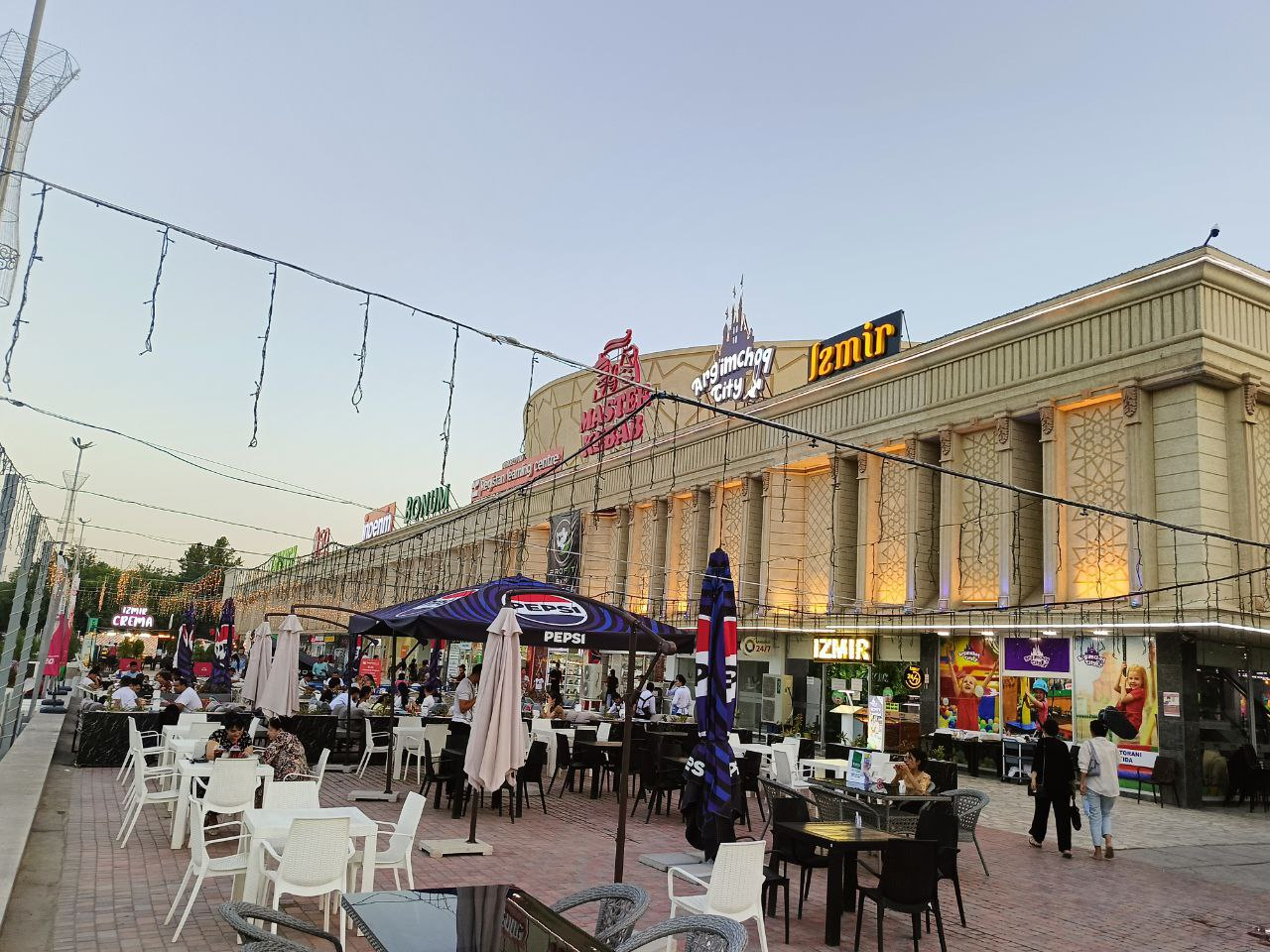
Centrum handlowe Savdo Binosi
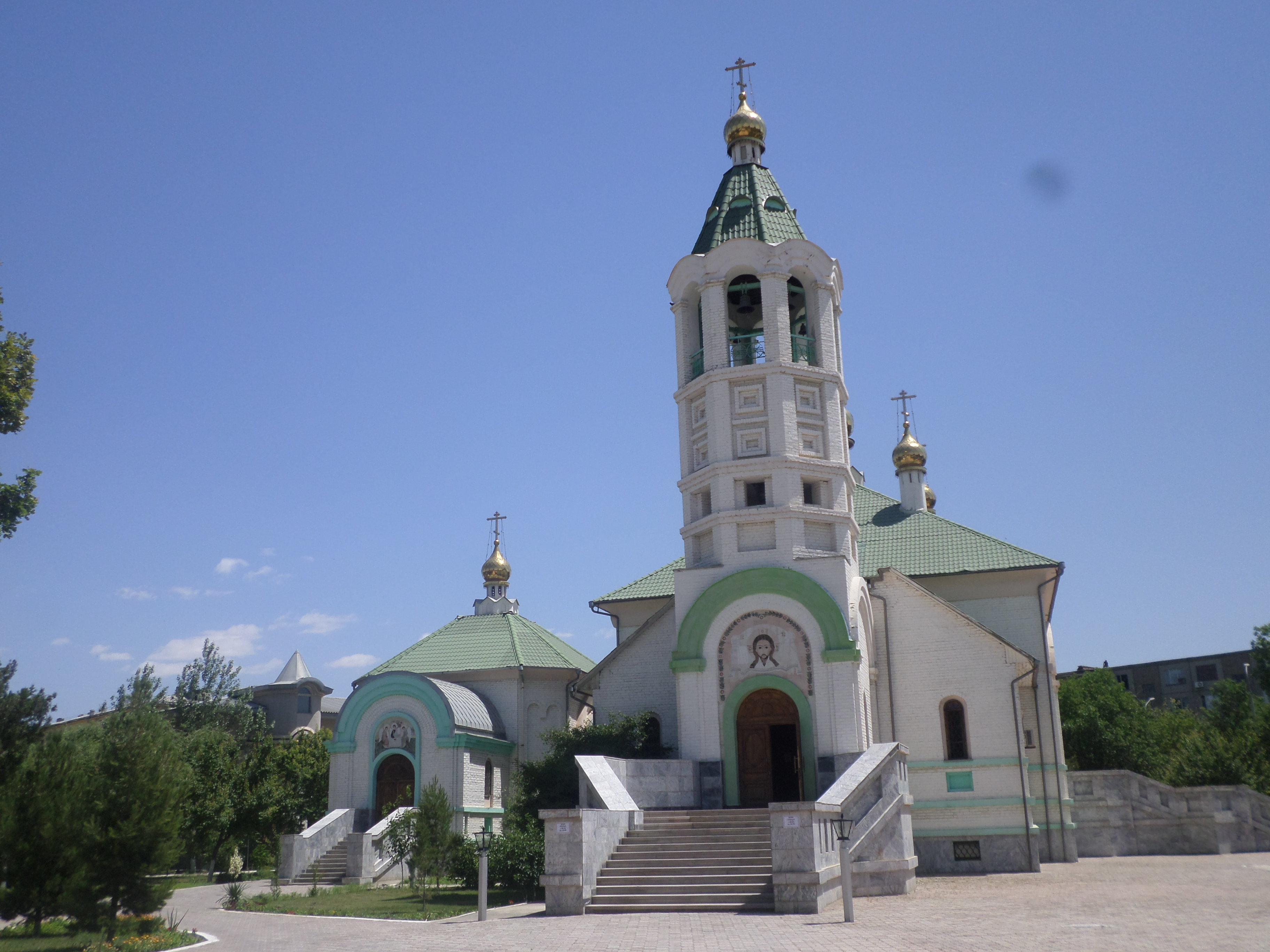
Prawosławna cerkiew
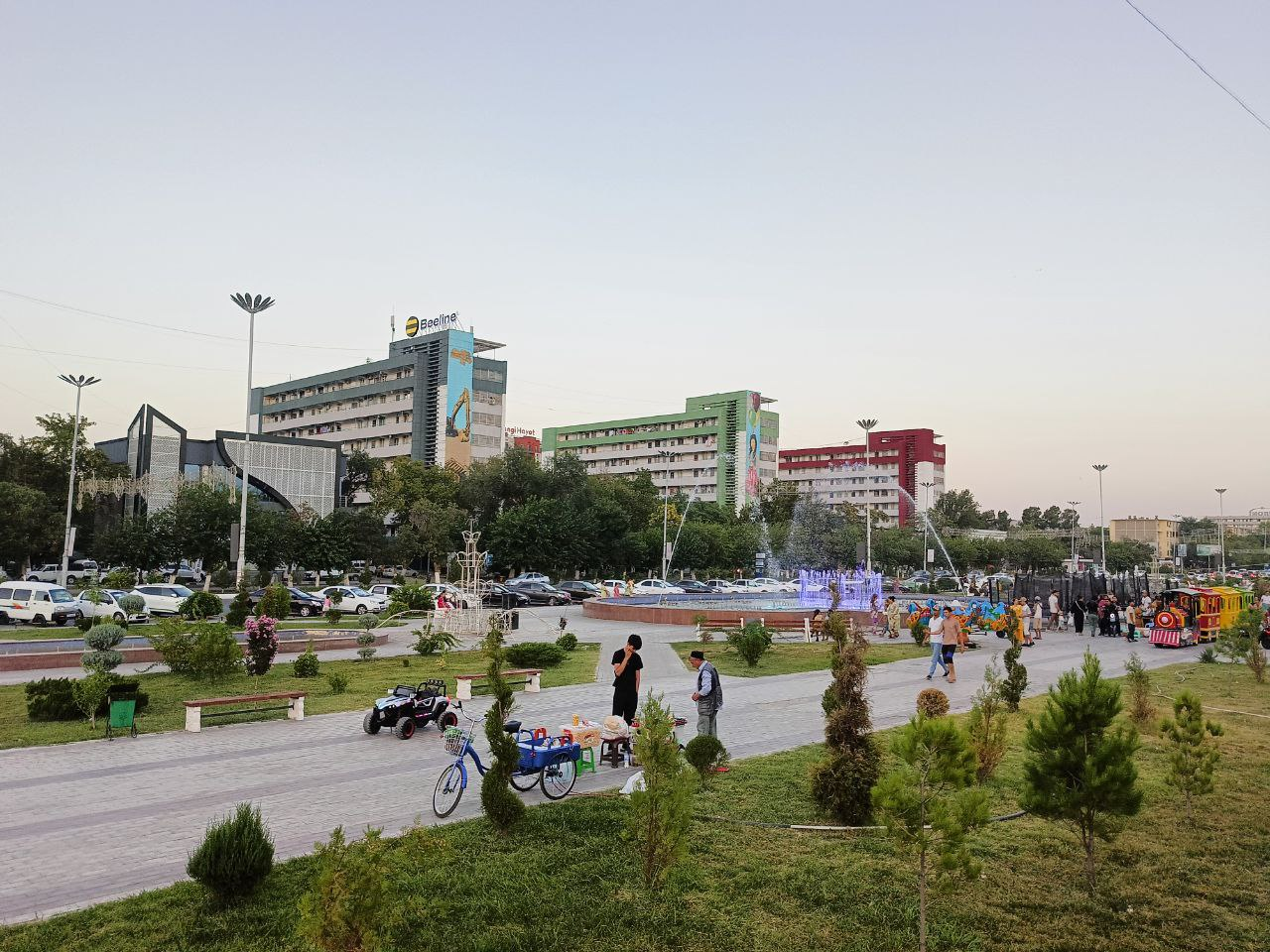
Ulica Islama Karimowa
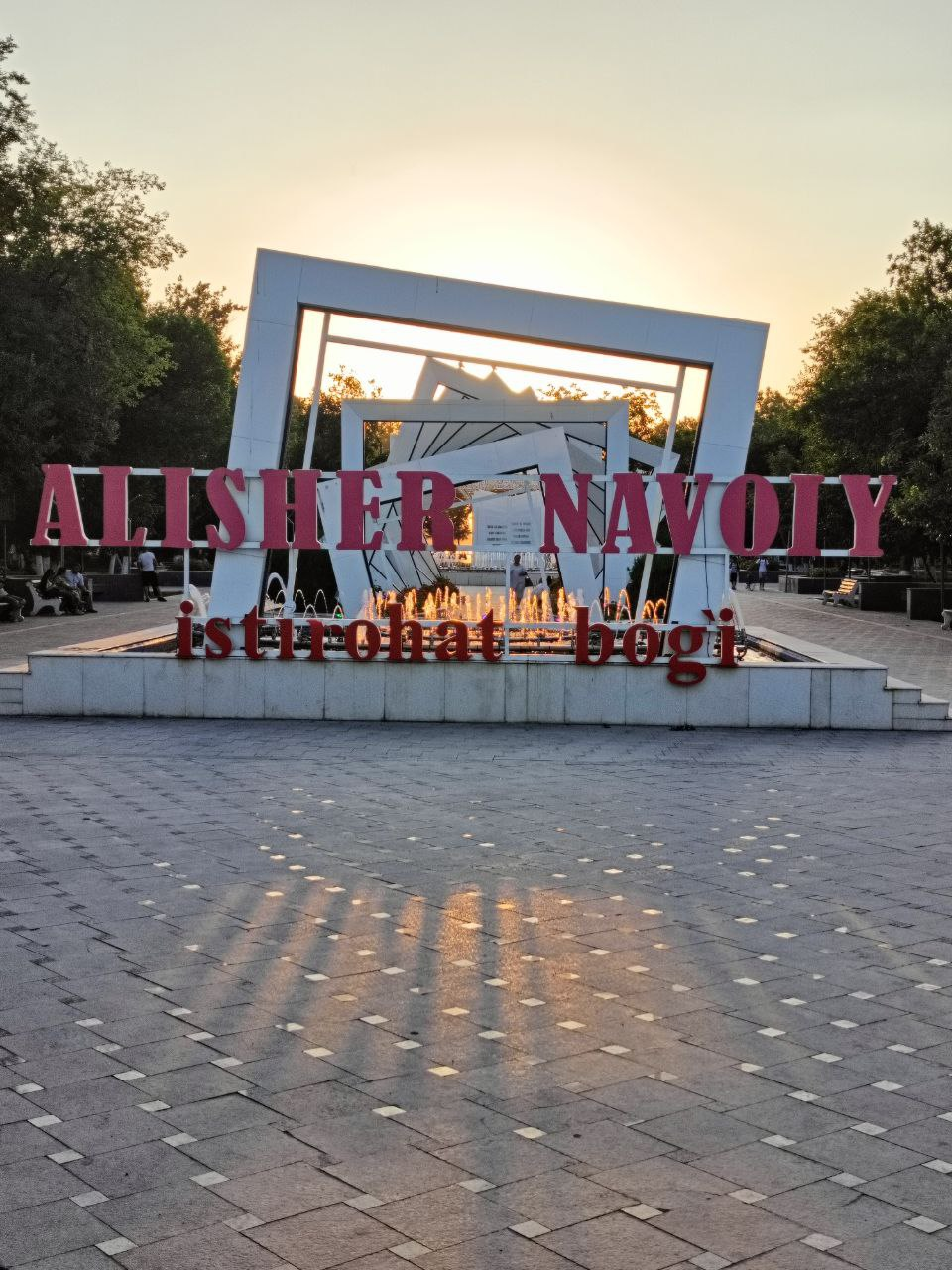
Park im. Aliszera Nawojego
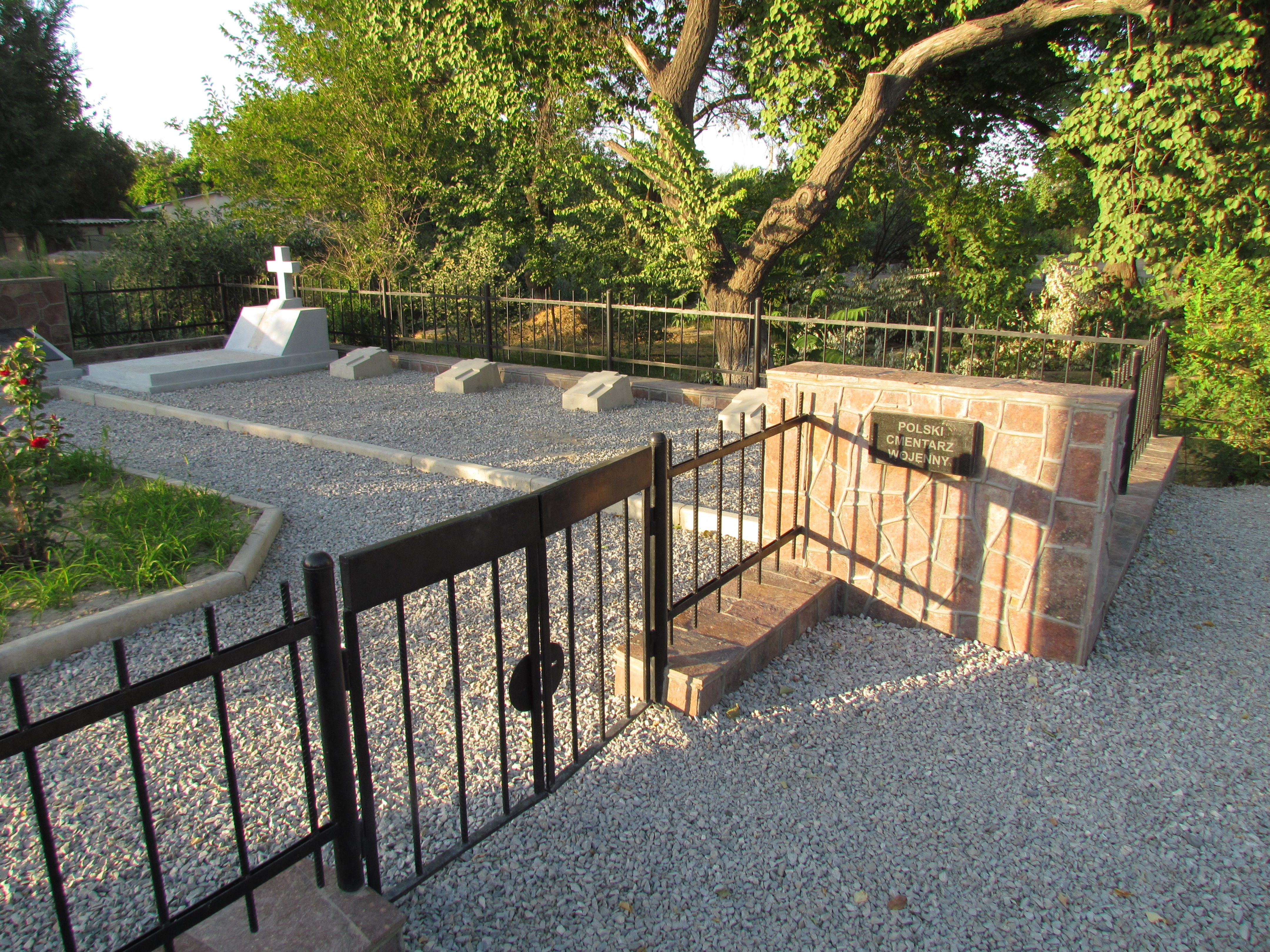
Polski cmentarz